# Alice Frey
Alice Frey (Amberes, 25 de junio de 1895-Ostende, 30 de agosto de 1981) fue una pintora expresionista-abstracta belga.

## Biografía
Nació en Amberes en una familia de tres hijos; su madre provenía de una familia de ópticos y su padre, luthier, era originario de Lorena. Se formó como costurera, oficio que enseñaría más tarde, y como muchas familias belgas durante la Primera Guerra Mundial, abandonaron su hogar para refugiarse en Ostende.
Allí conoció al pintor James Ensor, con el que entabló una estrecha amistad y quien la animó a interesarse por el arte. Se inscribió en la Real Academia de Bellas Artes de Amberes tras la guerra.
Siendo estudiante conoció al que sería su esposo Georges Marlier, crítico y pintor. Se casaron en 1922 y formaron parte del grupo artístico conocido como Lumière que publicaba una revista. Alice más tarde fundó la publicación Ça Ira relacionada con las vanguardias.
Su obra se exhibió mucho durante su vida. Al final de sus días, perdió la visión, y tras su muerte se subastaron muchos cuadros, quedando solo una pequeña colección que quiso que se quedara en Ostende.